# Tonale-hágó
A Tonale-hágó (olaszul: Passo del Tonale, németül: Tonalepaß, Tonalepass, ónémetül: Tunölpass, lombardul: Pass del Tonal), Az itáliai Alpokban a Val di Sole völgyben található, 1884 méter tengerszint feletti magasságban, Trento autonóm megye (Trentino-Dél-Tirol régió) és Brescia megye (Lombardia régió) határán. A hágó légvonalban megközelítőleg félúton van az olaszországi Trento (Trident) és a svájci határon levő Bernina-hegycsoport (Sciavenna) között. A hágó és a rajta áthaladó 42. sz. főút az egyik legfontosabb kelet-nyugati irányú alpesi közút részét képezi.

## Fekvése
A hágó Lombardiában, a tőle keletre, Trentino térségében levő Nonstal azon nyugati mellékvölgyében található, amelyet keleten Sole-völgy (Val di Sole), nyugaton Camonica-völgy (Val Camonica) néven hívnak. Ez a két völgy az úgynevezett „Tonalelinie”-néven nyugati részét képezi annak az aktív periadriatikus  törésvonalnak, amely keletre Friuliig, sőt tovább, Szlovéniáig nyúlik.
A hágó egyúttal vízválasztó is, mivel a tőle nyugatra levő folyók (pl. Oglio) befogadója a Pó, míg a keletieké (pl. Noce) az Adige (Etsch).
A Tonale-hágóút vonalát délről az Adamello-csoport Presanella (3225 m) hegylánca zárja le, északon pedig az Ortler-csoport (2600–3000 m körüli) előhegyei. A hágóról és néhány kilométeres környékéről pompás kilátás nyílik délire a Paradiso-ra (2600 m) és 10-15 kilométernyire az Adamello (3554 m) csúcsainak gyűrűjére, valamint az északra 3 kilométernyire levő Monte Tonale (2700 m) két csúcsára.
Keleti irányban az út kissé meredeken halad  mintegy 40 kilométernyit, a Nons-völgy torkolatánál levő Clesig (658 m), ahol eredeti számozásával (42) csatlakozik a Mendola-hágón (1363 m) át Bolzanóig (Bozen) haladó országútba.
A hágótól nyugatra, közel 30 kilométernyire Edolót (698 m tszf.) érjük el, ahonnan nyugatra, a 39. sz úton, az Aprica-hágó és a Veltlin (völgy) található, délre pedig a természeti szépségéről, iparáról és nemzetközi hírű őskori régészeti leleteiről ismert Camonica-völgy folytatódik.

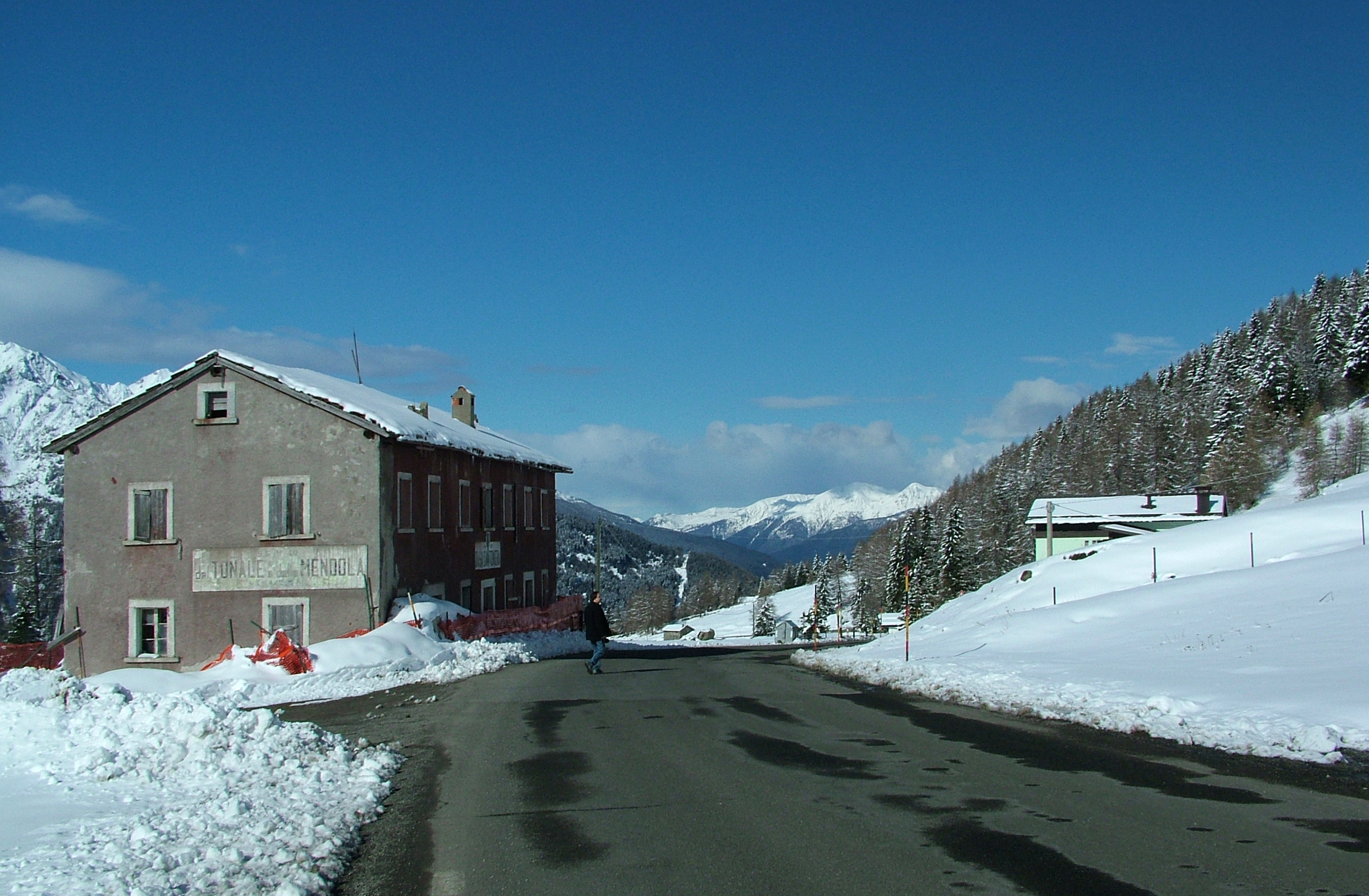
Tonale, a Val di Sole nyugati kapuja
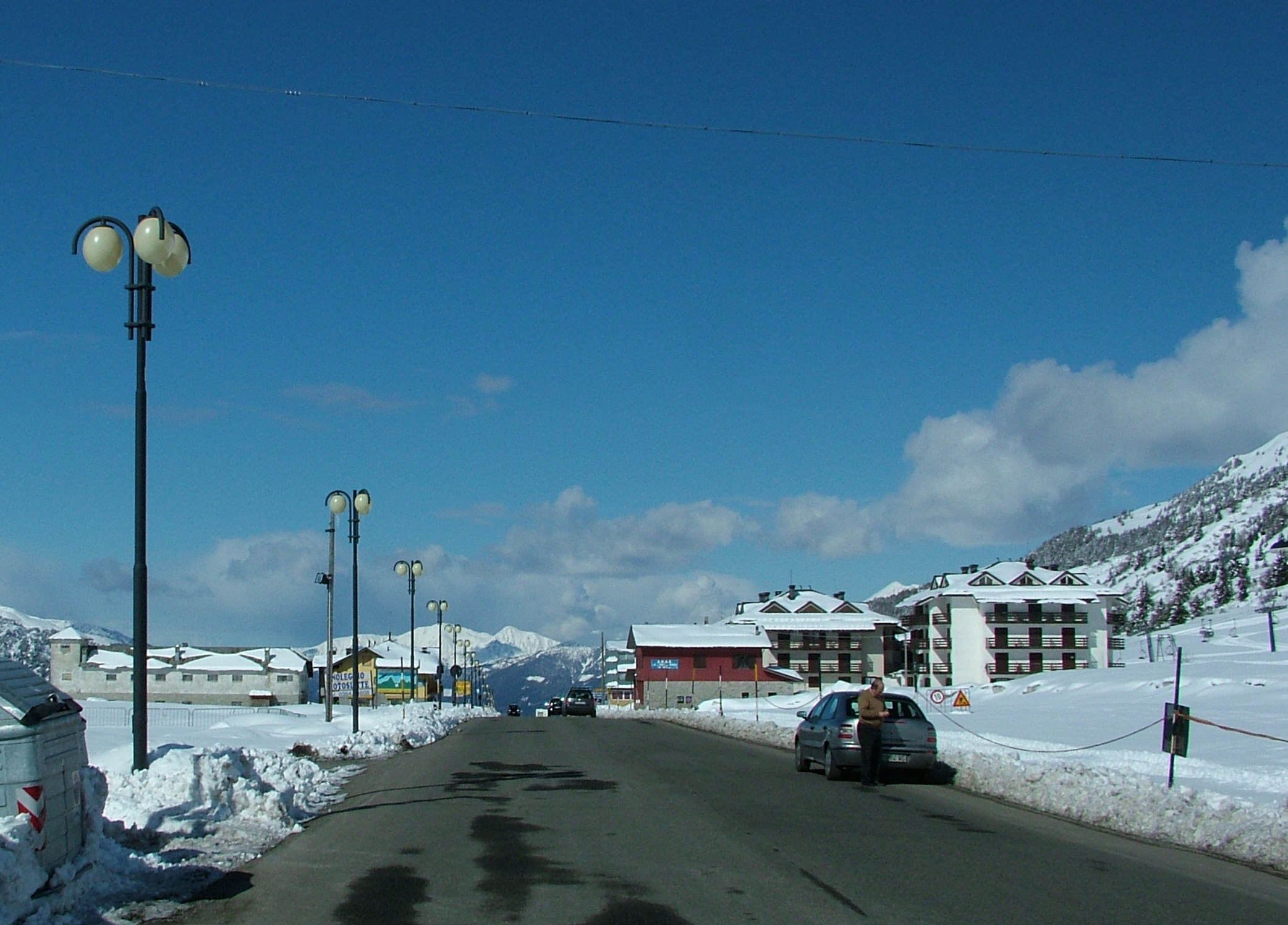
Tonale-hágó
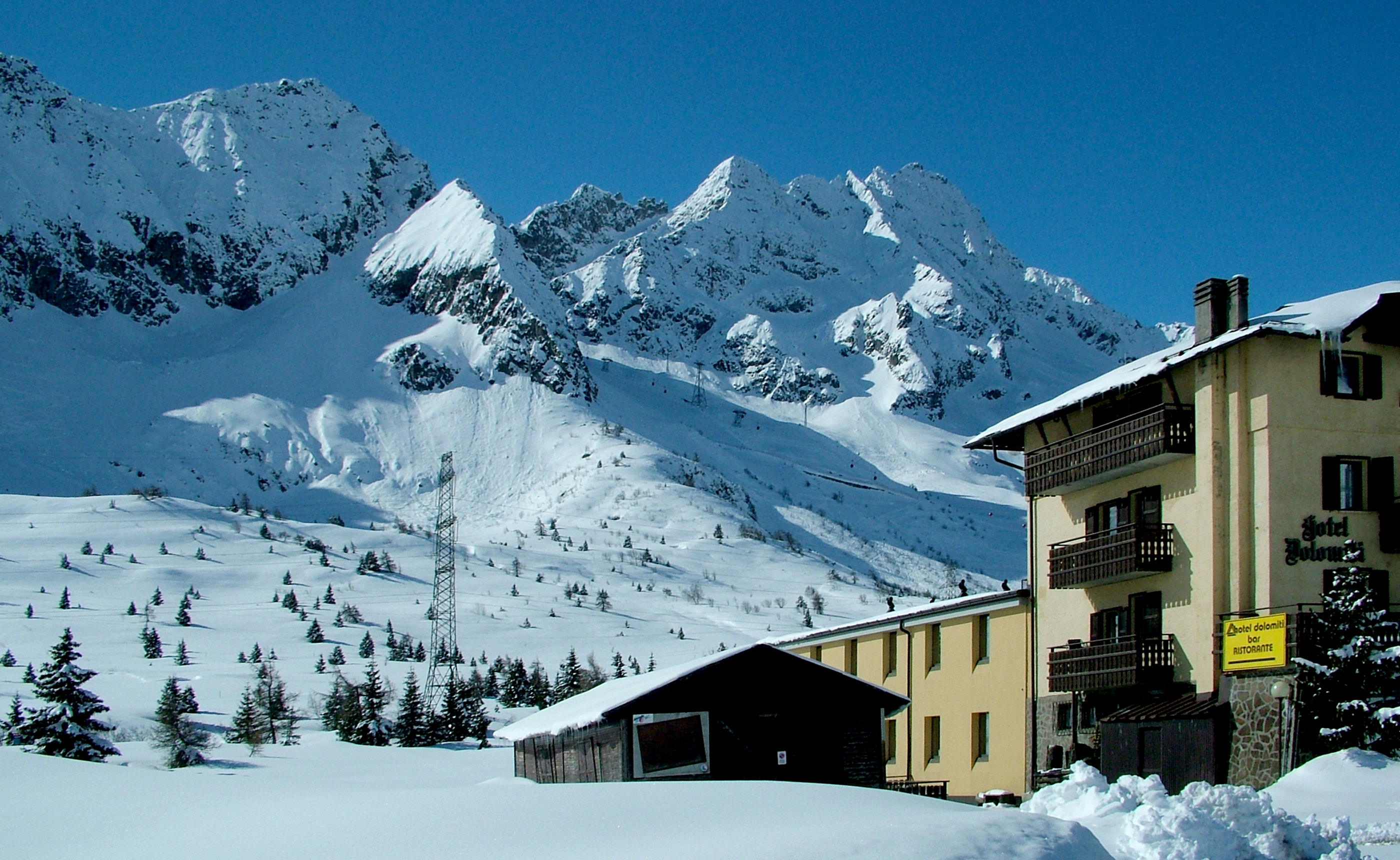
A hágót környező hegyek

## Történelme
1166-ban a Hohenstauf-házból való I. Frigyes császár Itáliába akart  vonulni, hogy a rebellis olaszokat megzabolázza. Azonban a guelf-párti veronaiak („Veronai Klause”) elzárta előle az utat, s ezért a császárnak a Tonale-hágón át kellett kerülőutat tenni. Erre az időre azonban a Tonale-hágó – elsősorban a rajta keresztül bonyolódó kereskedelmi áruszállításoknak köszönhetően – már régen megalapozta jelentőségét.
Legalábbis a késő középkortól számítva ez az útvonal  már nemzetközi jelentőségűvé vált. Ennek egy, a hágótetőtől északkeletre, 1971 méteres magasságban létesített segélyhely (Hospiz) emlékeztet. Itt vezetett az ősi málhás út (Saumweg), amelynek valamikori vonalát ez a segélyhely, valamint az ugyanitt épített román stílusú Szent Bertalan kápolna (San Bartolomeo) helyzete mutatja.
1854–56 között a Tonale-hágón átvezető málhás utat modern közlekedési úttal váltották fel, amelyhez elsősorban militáris szempontok fűződtek. Az útvonalat később, 1887-ben a Mendola-hágó, illetve 1938-ban a Gampenjoch kiépítésével meghosszabbították, véglegesítették, ami aztán a Tonale jelentőségét tovább növelte.
A hágó jelentőségét még tovább növelhette volna, ha megépül a tervezett, Tirano és Male közti keskeny-nyomtávú vasútvonal.
A hágó korábban a keletre fekvő Lombard–Velencei Királyság és nyugaton fekvő Tirol osztrák örökös tartomány közötti határvonalat képezte. Az 1859-es szárd–francia–osztrák háború következtében Ausztria elveszítette Lombardiát, a tartományhatár az Osztrák Császárság és az egyesült Olaszország államhatárává vált egészen az első világháború végéig. Az 1919-es saint-germaini békeszerződés értelmében a Tirol egy részét az Olasz Királyság kapta meg, ez a terület Dél-Tirol néven ma is Olaszországhoz tartozik.

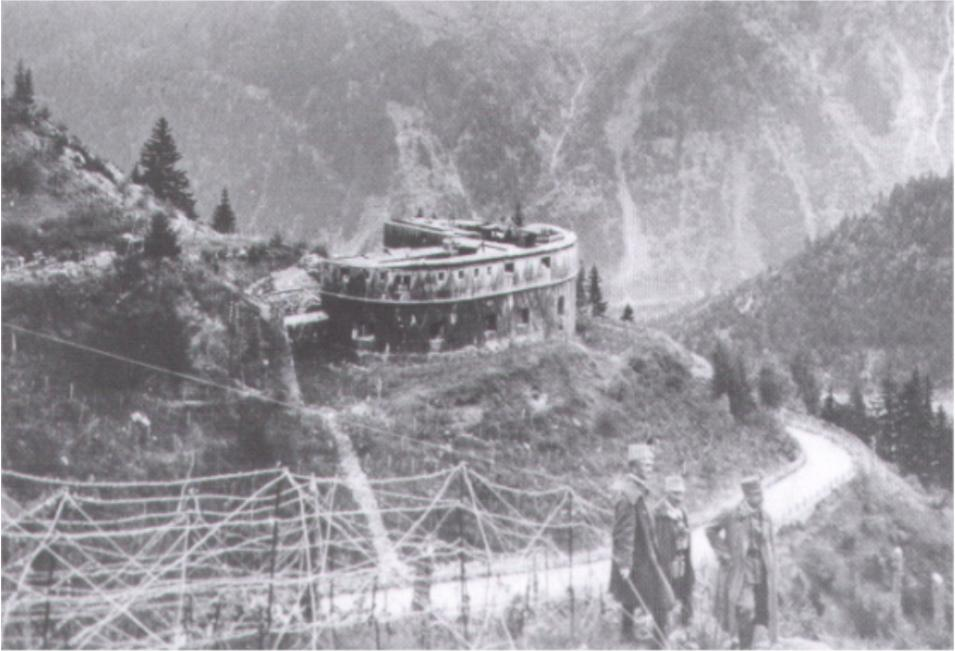
Az épülő Werk Strino erőd a Tonale-hágó fölött
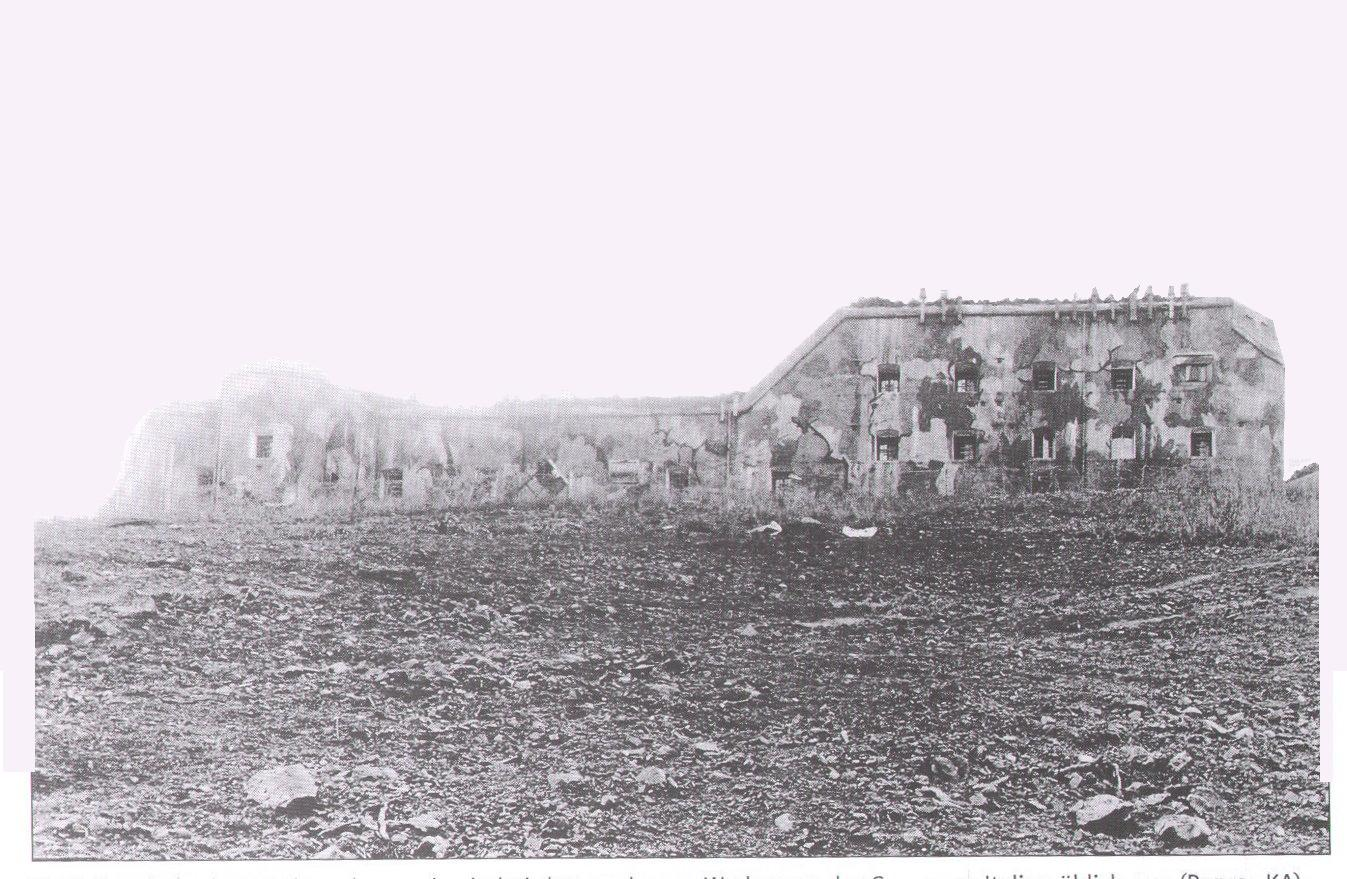
A Werk Tonale záróerőd (1915 k.)
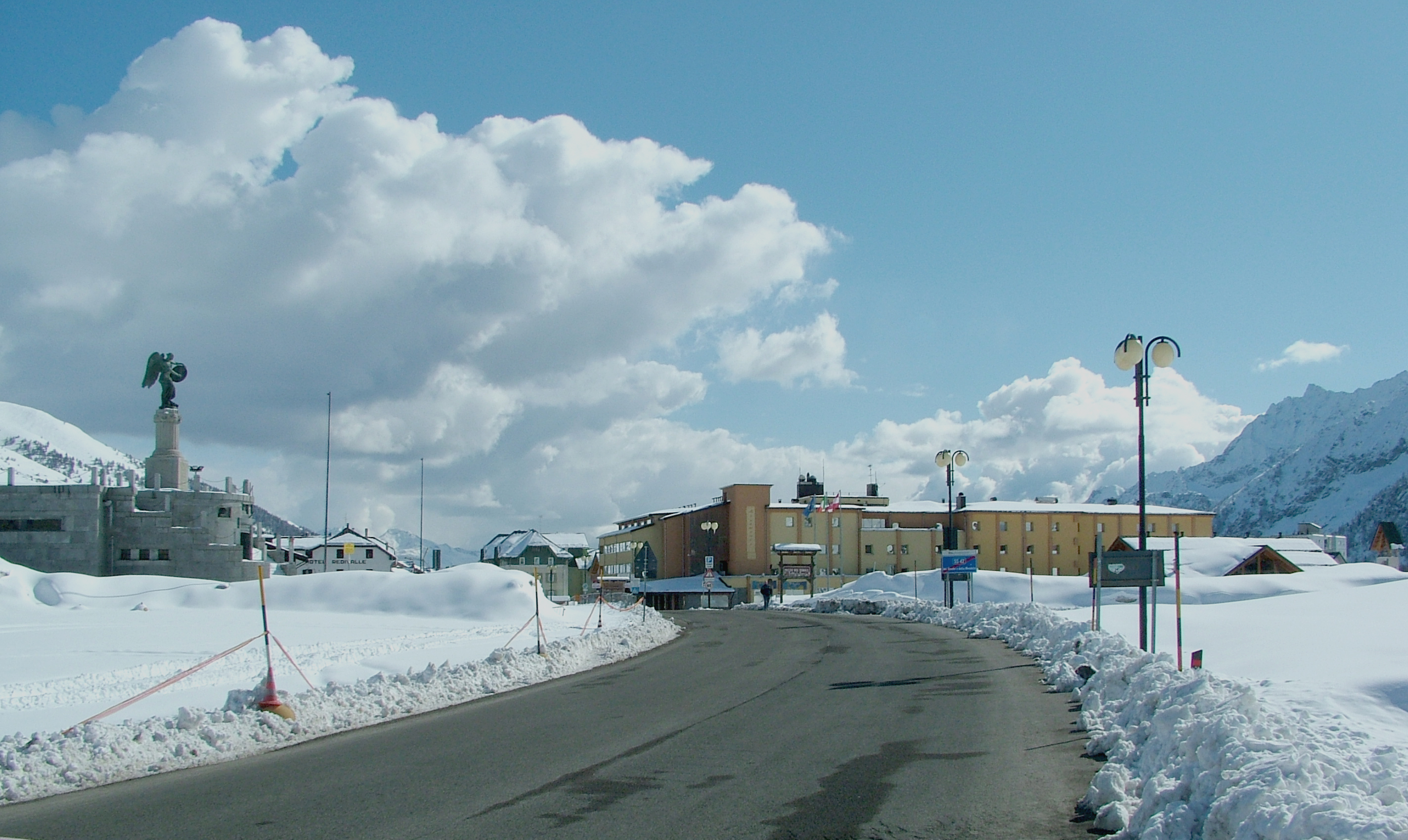
A hágó képe az olasz háborús emlékművel
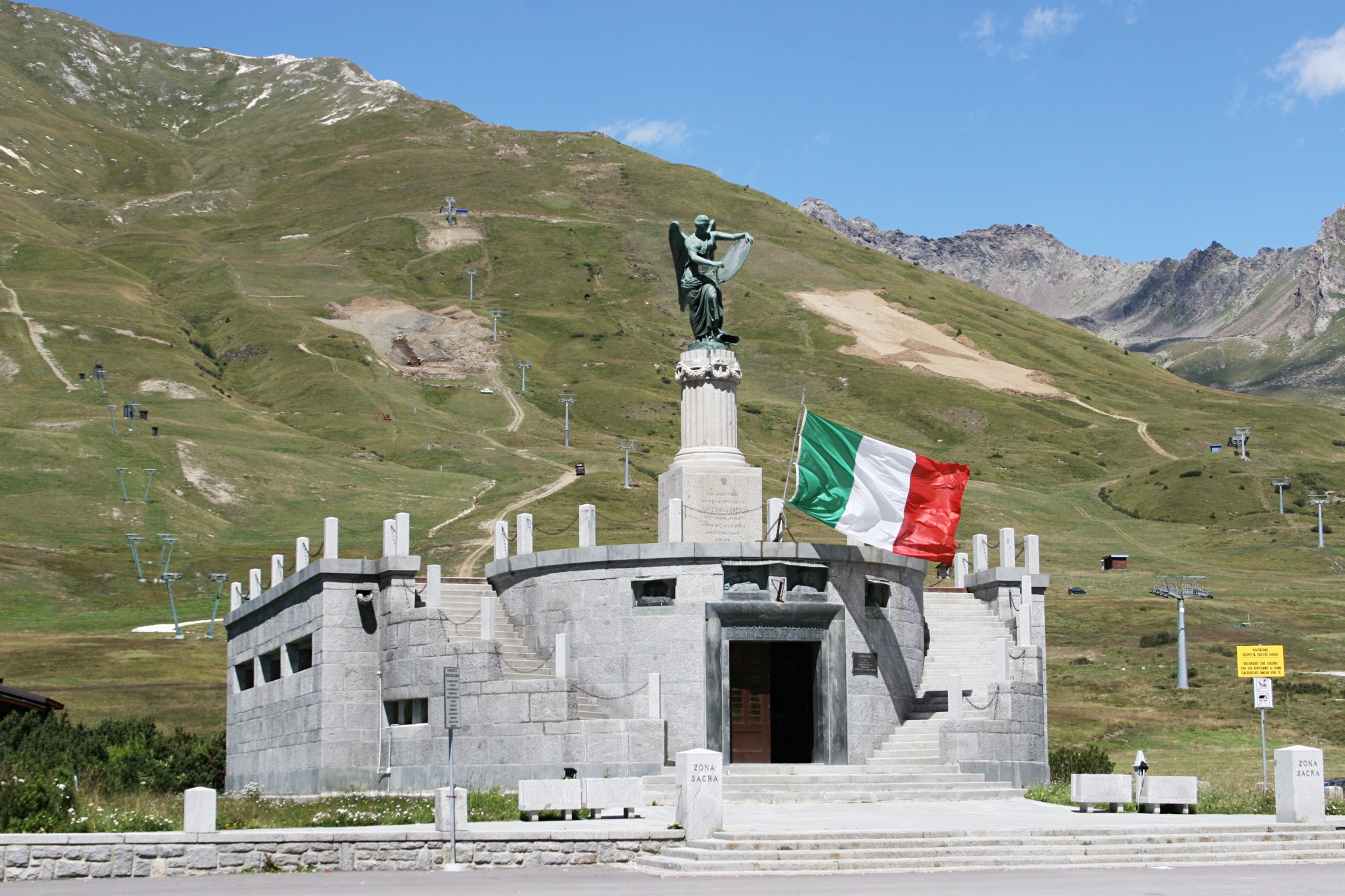
Monumento Ossario, világháborús emlékmű
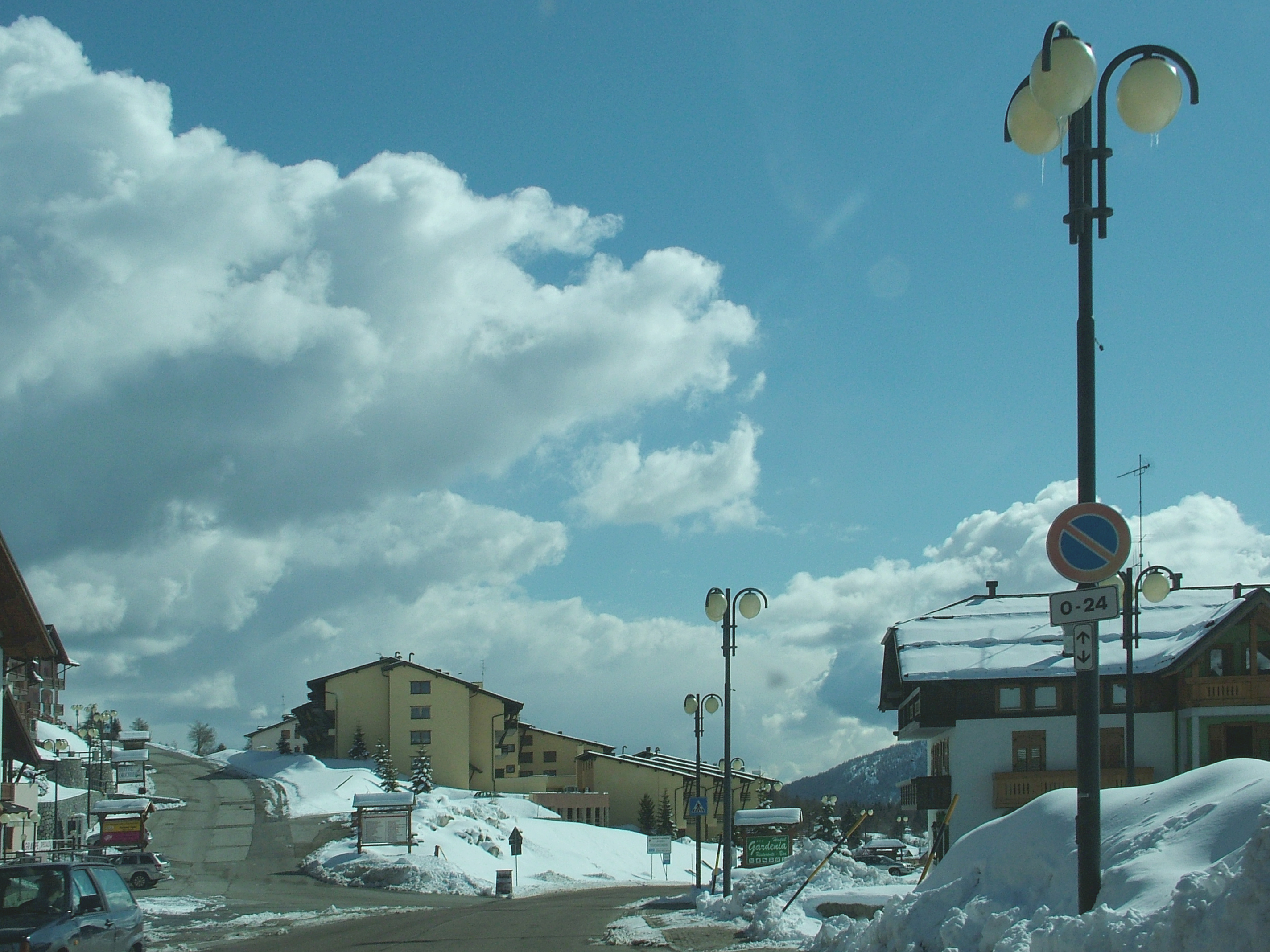
Tonale: településközpont
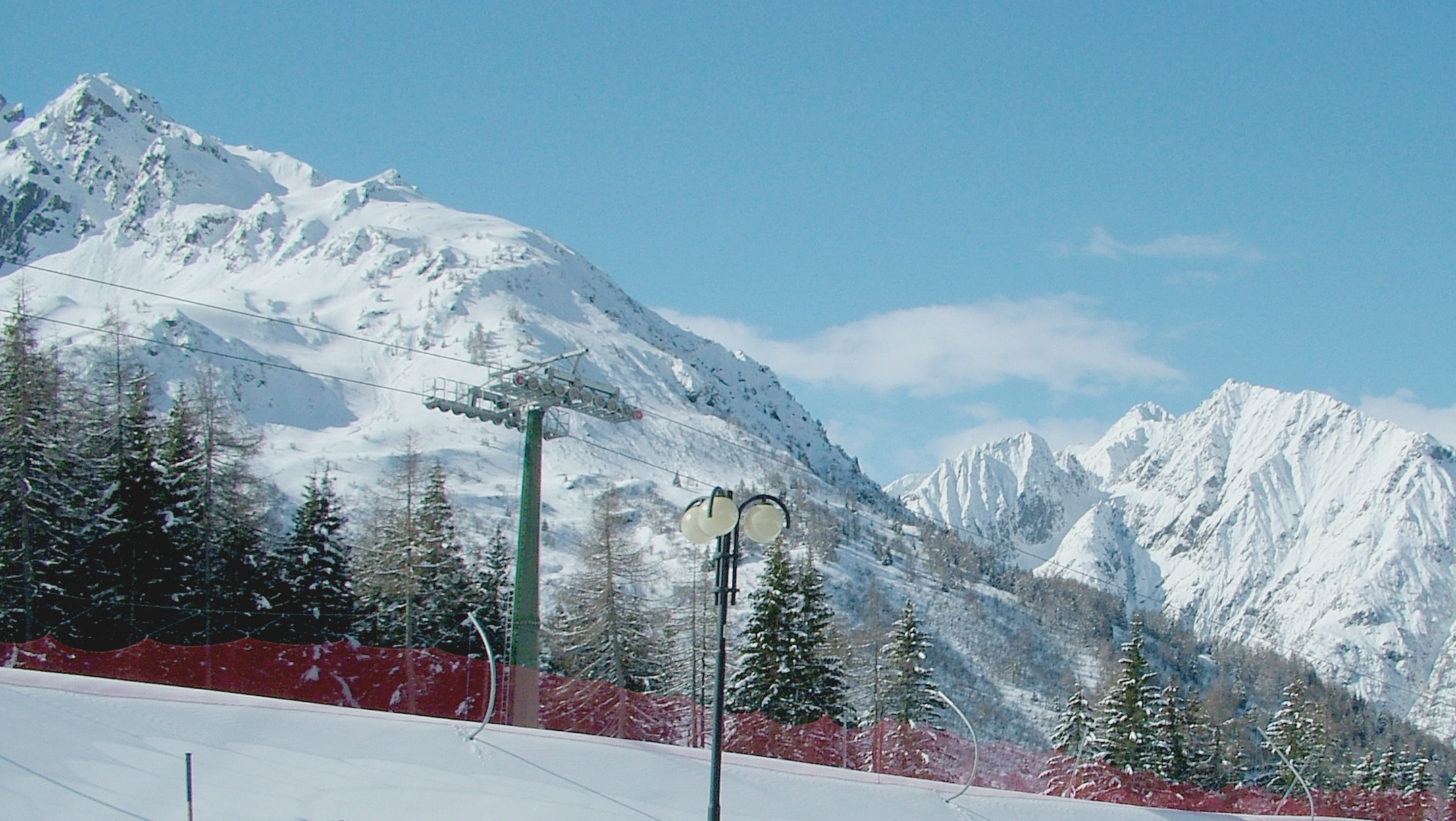
Forgalom és az Adamello

## Az első világháború
A Val di Sole-út Tonale-hágóhoz vezető emelkedőjénél láthatók az osztrák „Sperre Tonale” nevű záróerőd romjai.
Az 1915-1918-as hegyvidéki háború („Gebirgskrieg”) során a hágó az osztrákok és olaszok közti frontvonal egy részének számított. 1918 nyarán az osztrákok egy „Unternehmen Lawine” elnevezésű, elterelő (látszat-)támadást indítottak, ezzel azt a tényleges, keleten tervezett támadást leplezték, amely később a „második piavei offenzíva” néven vált ismertté. A hadművelet a központi hatalmak súlyos, döntő vereségét hozta.
Az első világháború utolsó, zavaros napjaiban, 1918. november 3-án és 4-én – a padovai fegyverszünet megkötése után, de annak kitűzött hatályba lépése előtt – az olasz csapatok a Tonalén keresztül a Nonstalig nyomultak előre, elzárva az osztrák–magyar csapatok elől az északra vezető visszavonulási utakat, ezzel fogságba ejtették őket. Így vált ez az akció a „Vittorio Venetó-i csata” elnevezésű olasz győzelemmé, amely ezután a „Villa Giusti-i fegyverszünet”-hez vezetett.
A hágón ma egy olasz háborús emlékmű – a „Monumento Ossario” - áll, továbbá egy templom és az „Albergo della Vittoria” („Győzelemhez Címzett Fogadó”) emlékeztet ezekre a történelmi eseményekre.
A hágó ma két olasz régió – keleten Trentino, nyugaton Lombardia – határán fekszik. A hágóút közúti forgalma napjainkban is kiemelkedően nagy, nyáron és télen egyaránt.

## Adatforrások és irodalom
- Steffan Bruns: Alpenpässe. Vom Saumpfad zum Basistunnel, Selbstverlag 2002, S. 132]
- Maurizio Mazzola: Dolomiten – 2000/2005. Orempuller Edit.Trento
- Stefano Ardito:  ALPOK túrázóknak (1995)2005.II.átd.k. -  Gabo Kiadó - ISBN 963 7318 16 X
- Fajth T. – Dombi J.: Itália – Bp. 1978. Panoráma K. – ISBN 963-243-119-7
- Jon Mathieu: Die Alpen (Raum-Kultur-Geschichte) - RECLAM Verl. Stuttgart, 2015. - ISBN 978 3 15 011029 4
- A. Cousy- C.Donzel- M.Raspre- M.Walter: Legendäre Reisen in den Alpen (Sonderausg.) - Frederkind & Thaler 2015. München - ISBN 978 3 95416 170 6.
- Karl Baedecker: Tirol - Handbuch für Reisende (55 rézkarc térképpel!) - Leipzig, 1923.
- A tartalom szakmai része főként a wikipedia.de és wikipedia.it azonos szócikkeire támaszkodik

### Térképek
- Editori Tabacco: Dolomiti Tirolo 2005 M = 500 000 – ISBN 978 8883 150 531
- ADAC Auto Atlas Europa 2004/2005. - ISBN 3-8264-1374-1
- Freitag-Berndt:  Wander- Rad- und Freizeitkarte WK 022 – ISBN 978-3-85084-703-2
- Freitag-Berndt: Freizeitführer WK 022 - ISBN 978-3-85084-703-2
- Freitag-Berndt: Tirol / Vorarlberg 2005. -  M: 1:200 000
- Freitag-Berndt: Osttirol / Kärnten 2005. -  M: 1:200 000
- Freitag-Berndt: Svájc 2005. M = 1: 450 000

## Ideiglenes képgaléria
- Tonale: ,, ,
- Természeti környezet és sport: , , , ,,
- A „Tonalelinie” társtelepülései:
- Temu: ,  [halott link],
- Ponte di Legno: , ,  , ,
- Vermiglia: , ,